# Kaggevinne-Assent
Kaggevinne-Assent is een voormalige gemeente op het grondgebied van de huidige Belgische provincie Vlaams-Brabant. De gemeente bestond uit de dorpen Kaggevinne in het noorden en Assent in het zuiden.

## Geschiedenis
Tijdens het ancien régime lag ten zuidwesten van Diest Kaggevinne-Lovens, dit is aan de kant van Leuven, en in het noordoosten Kaggevinne-Kempens, aan de kant van de Kempen. Op het eind van het ancien régime werd het eerste Kaggevinne een gemeente.
De gemeente kreeg in 1825 de naam Kaggevinne-Assent, bestaande uit de plaatsen Kaggevinne en Assent. De gemeente maakte deel uit van de provincie Brabant. In 1922 werd de gemeente weer opgesplitst en Assent en Kaggevinne werden zelfstandige gemeenten.
Bij de gemeentelijke herindelingen van 1977 werden Kaggevinne en Assent een deelgemeente van een verschillende gemeente. Kaggevinne werd opgesplitst en deels bij Scherpenheuvel-Zichem en deels bij Diest aangehecht, Assent bij Bekkevoort.

## Demografische ontwikkeling
- Bronnen:NIS, Opm:1831 tot en met 1920=volkstellingen